# Вздутая перловица
Взду́тая перло́вица, или клинов́идная перло́вица (лат. Unio tumidus), — вид пресноводных двустворчатых моллюсков из семейства унионид (Unionidae).

## Строение
Раковина с клиновидно заострённым задним краем, более короткая, чем у обыкновенной перловицы, — 60—90 мм (до 110 мм), с непараллельными краями и чёткими концентрическими кольцами остановки роста. Форма и относительная толщина раковины изменчивы в значительных пределах.

## Распространение и образ жизни
Обитает в озёрах и реках, в местах с замедленным течением, на песчаном, не сильно заиленном грунте. Распространены в средней и северной Европе, на территории бывшего СССР — по всей европейской части за исключением севера и северо-востока: в бассейнах Балтийского, Чёрного и Каспийского морей, а также бассейна Онежского озера.